# Big Floppa
 (novembre 2021).
La mise en forme du texte ne suit pas les recommandations de Wikipédia : il faut le « wikifier ».
Les points d'amélioration suivants sont les cas les plus fréquents. Le détail des points à revoir est peut-être précisé sur la page de discussion.
- Les titres sont pré-formatés par le logiciel. Ils ne sont ni en capitales, ni en gras.
- Le texte ne doit pas être écrit en capitales (les noms de famille non plus), ni en gras, ni en italique, ni en « petit »…
- Le gras n'est utilisé que pour surligner le titre de l'article dans l'introduction, une seule fois.
- L'italique est rarement utilisé : mots en langue étrangère, titres d'œuvres, noms de bateaux, etc.
- Les citations ne sont pas en italique mais en corps de texte normal. Elles sont entourées par des guillemets français : « et ».
- Les listes à puces sont à éviter, des paragraphes rédigés étant largement préférés. Les tableaux sont à réserver à la présentation de données structurées (résultats, etc.).
- Les appels de note de bas de page (petits chiffres en exposant, introduits par l'outil «  Source ») sont à placer entre la fin de phrase et le point final[comme ça].
- Les liens internes (vers d'autres articles de Wikipédia) sont à choisir avec parcimonie. Créez des liens vers des articles approfondissant le sujet. Les termes génériques sans rapport avec le sujet sont à éviter, ainsi que les répétitions de liens vers un même terme.
- Les liens externes sont à placer uniquement dans une section « Liens externes », à la fin de l'article. Ces liens sont à choisir avec parcimonie suivant les règles définies. Si un lien sert de source à l'article, son insertion dans le texte est à faire par les notes de bas de page.
- La présentation des références doit suivre les conventions bibliographiques. Il est recommandé d'utiliser les modèles {{Ouvrage}}, {{Chapitre}}, {{Article}}, {{Lien web}} et/ou {{Bibliographie}}. Le mode d'édition visuel peut mettre en forme automatiquement les références.
- Insérer une infobox (cadre d'informations à droite) n'est pas obligatoire pour parachever la mise en page.

Pour une aide détaillée, merci de consulter Aide:Wikification.
Si vous pensez que ces points ont été résolus, vous pouvez retirer ce bandeau et améliorer la mise en forme d'un autre article.
Big Floppa, est un mème internet basé sur un chat caracal nommé « Gregory » (en russe : « Гоша », traduction en français : « Gocha »).

## Enfance
Gocha est né le 21 décembre 2017 dans une chatterie de chats sauvages en Ukraine. En avril 2018, il a été adopté par Andrey Bondarev et Elena Bondareva, qui ont ensuite déménagé à Moscou.

## Histoire

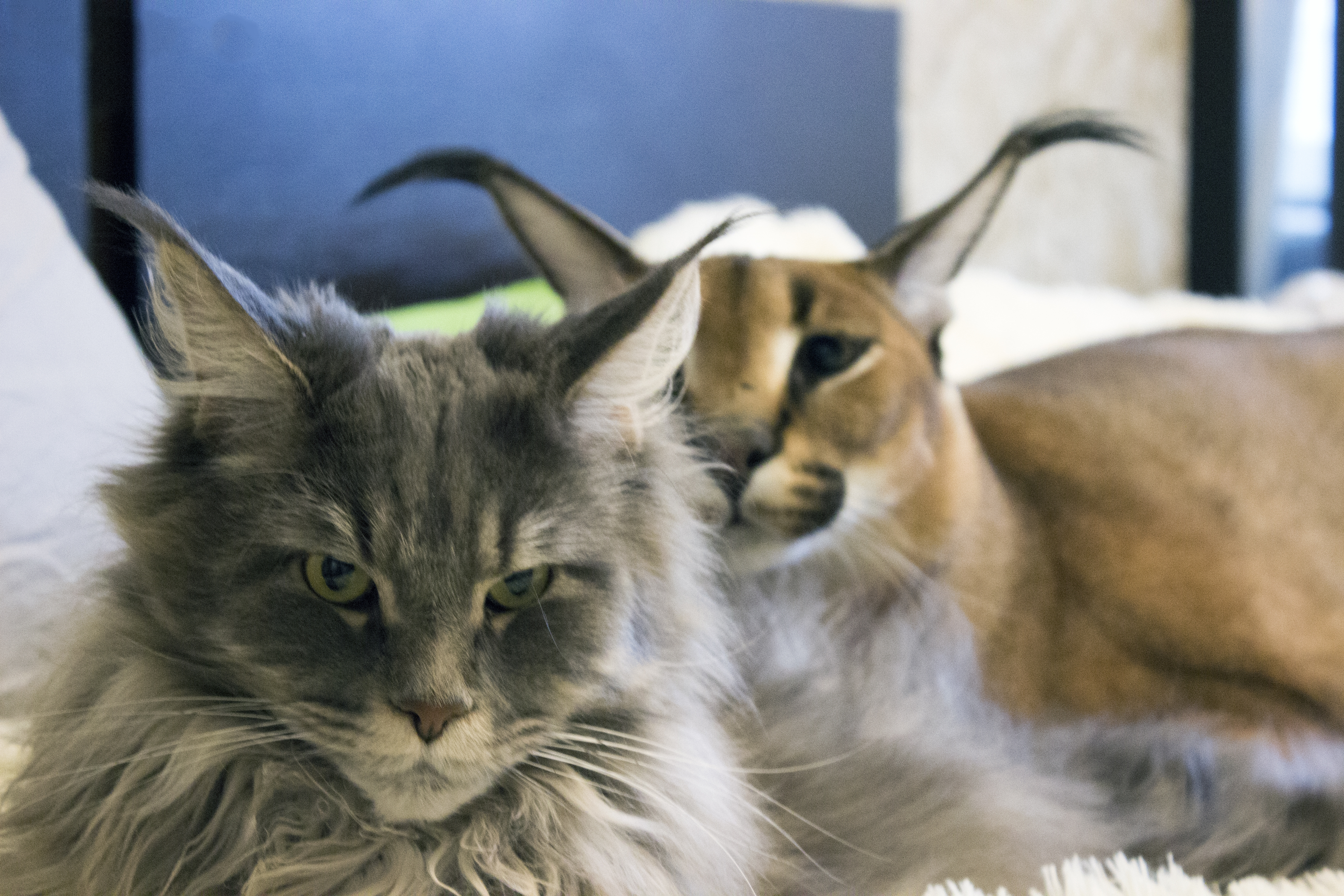
Big Floppa et Justin

Andrey, le propriétaire de Gregory, a publié une photo Instagram le 24 décembre 2019, montrant le caracal couché sur le rebord d'une fenêtre avec un chat domestique nommé Justin. Cette photo est devenue la base des différents mèmes Big Floppa. 
Fin décembre 2019, des comptes Instagram ironiques ont appelé Gregory « sahnr » ou « big sahnr ». En janvier 2020, un utilisateur d'Instagram young.taxi l'a appelé « Big Floppa », à cause de ses grandes oreilles tombantes. En février, l'utilisateur tfosing a posté un  poster de motivation intitulé « Flop Exclusive », le mème le plus précoce à utiliser la photo de Gregory sur le rebord de la fenêtre. En mai 2020, les mèmes Big Floppa ont commencé à apparaître sur Twitter et Reddit.
À l'été 2020, le mème Big Floppa a gagné en popularité dans les communautés Internet russes, où il est souvent appelé « Большой Шлёпа » (Bolshoy Shlyopa). Cependant, si le mème Big Floppa était à l'origine essentiellement contenu dans les communautés Internet russes, il s'est progressivement répandu dans les communautés Internet anglophones et francophone.
Le 29 juin 2021, la correspondante de la chaîne de télévision « Dojd » Maria Borzunova a interviewé le « gros chat russe » : ses propriétaires ont raconté l'histoire du caracal et sa popularité,.

## Variations du mème
Floppa est comparé aux rappeurs, car « Big Floppa » est très similaire aux noms de scène des rappeurs, et renvoie notamment au titre "Big Poppa" de l'artiste Notorious B.I.G. Il est le personnage principal de mèmes sur les crimes de guerre. Il n'y a pas que le Gocha appelé « Floppa » dans les mèmes, les personnages appelés « Floppa » peuvent être d'autres caracals. Chaque vendredi, les comptes Instagram de fans de Floppa célèbrent le « Floppa Friday ».
Floppa est souvent en compagnie d'autres mèmes, comme son ami Doge et Sogga, ou son ennemi Bingus.
Dans l'Internet russe, il y a un flashmob appelé « Мам, смотри, это Шлёпа, он тебе нравится? » (« Maman, regarde, c'est Floppa, tu l'aimes bien ? »). Dans ce flashmob, les gens envoient des photos de Floppa à leurs mères, leurs pères ou d'autres parents.